# Binomul lui Newton
În algebra elementară, binomul lui Newton este denumirea egalității pentru ridicarea la o anumită putere cu exponent natural a unui binom:
{\displaystyle (x+y)^{n}=\sum _{k=0}^{n}\mathbf {C} _{n}^{k}\cdot x^{n-k}\cdot y^{k}}
{\displaystyle (x-y)^{n}=\sum _{k=0}^{n}(-1)^{k}\cdot \mathbf {C} _{n}^{k}\cdot x^{n-k}\cdot y^{k}}

{\displaystyle \mathbf {C} _{n}^{k}} poate apărea scris și astfel: {\displaystyle {n \choose k}} (coeficient binomial)
Binomul lui Newton era cunoscut cu secole înainte de Newton de gânditorii arabi ca Al-Kashi și Omar Haiam.

## Generalizare
Prin 1665, Isaac Newton generaliza formula puterii binomului arătând valabilitatea pentru puteri cu exponent orice număr real, nu numai natural.
În acest caz, dezvoltarea binomului este înlocuită cu o serie (sumă infinită) cu numele de serie binomială.
Pentru aceasta se definește simbolul lui Pochhammer {\displaystyle (\cdot )_{k}} prin relația:
{\displaystyle {r \choose k}={\frac {r\,(r-1)\cdots (r-k+1)}{k!}}={\frac {(r)_{k}}{k!}},}
Astfel, dacă x, y sunt numere reale cu proprietatea de inegalitate |x| > |y|:
{\displaystyle {\begin{aligned}(x+y)^{r}&=\sum _{k=0}^{\infty }{r \choose k}x^{r-k}y^{k}\qquad \qquad \qquad \qquad \qquad \qquad \qquad \qquad \qquad (2)\\&=x^{r}+rx^{r-1}y+{\frac {r(r-1)}{2!}}x^{r-2}y^{2}+{\frac {r(r-1)(r-2)}{3!}}x^{r-3}y^{3}+\cdots .\end{aligned}}}

### Exemplu
Se pot calcula radicali din sume, ca mai jos, printr-o transformare necesară pentru convergență:
{\displaystyle (3+x)^{-1/2}=3^{-1/2}\left(1+{\frac {1}{3}}x\right)^{-1/2}={\frac {1}{\sqrt {3}}}\left(1-{\frac {1}{6}}x+{\frac {1}{24}}x^{2}-{\frac {5}{432}}x^{3}+\cdots \right)}
Seria este convergentă pentru {\displaystyle |x|<3.}

## Folosire în demonstrații
Binomul lui Newton poate fi folosit la obținerea prin demonstrație matematică a egalității binomiale care definește valoarea numărului e ca limită a unui șir și legătura cu suma inverselor factorialelor. Mai permite și obținerea derivatelor pentru funcțiile logaritmică și exponențială.
Poate fi folosit și pentru a demonstra inegalitatea lui Bernoulli. Mai poate fi folosit și în probleme de divizibilitate.
Binomul cu exponenți fracționari (numere raționale) permite rezolvarea unor ecuații exponențiale unde exponentul fracționar se aplică sumei și nu unui singur număr luat ca bază a puterii.